# جان اف. رینولدز
جان اف. رینولدز (انگلیسی: John F. Reynolds; ۲۰ سپتامبر ۱۸۲۰ – ۱ ژوئیهٔ ۱۸۶۳) فرد نظامی اهل ایالات متحده آمریکا بود.